# Hôtel Ukraine (Louhansk)

Façade centrale de l'hôtel Ukraine

L'hôtel Ukraine (en ukrainien: Україна ; en russe : Украина, Oukraïna) est un hôtel - autrefois quatre étoiles - de la ville de Louhansk, en Ukraine orientale. Cet hôtel de cinq étages était le seul de sa catégorie dans tout l'oblast. Il s'appelait jusqu'en 1991 hôtel Octobre (Oktiabr). Il comporte 173 chambres et représente un espace de 50 000 m3 sur trois façades. Son adresse est au 3 rue Pouchkine. Construit selon les plans de Iossif Karakis, c'est un exemple d'architecture éclectique, mélangeant le vocabulaire baroque allemand et le modern style ukrainien.
Il est inscrit au patrimoine architectural régional.

## Historique
Au début du XXe siècle, l'emplacement était occupé par quelques petites maisons et des terrains vagues. Tout a été détruit en février 1943 lorsque la Wehrmacht a quitté la ville. C'est en 1944 qu'il est décidé de construire un grand hôtel (il était prévu de le nommer hôtel Moscou) qui est achevé en 1947. Des ouvriers et techniciens allemands, prisonniers de guerre de la Wehrmacht participent à la construction. Comme son inauguration a lieu la veille de la fête nationale de la révolution d'Octobre, il reçoit le nom d'hôtel Octobre, tandis que le restaurant du rez-de-chaussée est appelé restaurant Ukraine. Karakis est non seulement l'auteur des plans, mais aussi de la décoration extérieure et intérieure. Lorsque l'Ukraine prend son indépendance en 1991, il change de nom pour son nom actuel.
À cause des difficultés socio-économiques que traverse le pays depuis une dizaine d'années, nombre de chambres sont louées à l'année à des entreprises ou bureaux.

## Description
La façade centrale donne l'aspect d'un tapis de mosaïque avec des pilastres triangulaires de silicate blanc. Les pilastres montent sur tous les étages donnant un effet de contraste avec les murs de brique rouge. Karakis s'est inspiré de motifs de Podolie pour la décoration extérieure qu'il avait connus dans son enfance, ainsi que du pseudo-gothique du palais de Tsaritsyno à Moscou.
La façade centrale est couronnée d'un pignon baroque à l'allemande avec une étoile rouge à cinq branches et une horloge représentant la tour du Saint-Sauveur du Kremlin de Moscou et son horloge. Elle est flanquée de tourelles.
Les façades de côté sont quant à elles plus simples en style Art nouveau ukrainien.
Aujourd'hui l'hôtel est dans un état pitoyable. La cour est presque à l'abandon et les projets de dessiner un jardin ont été abandonnés, ainsi que celui de l'aménagement d'un square en face. Autrefois du temps de l'URSS, chaque chambre comportait la télévision, ce qui à l'époque était considéré comme un luxe. Nombre de chambres sont aujourd'hui louées à l'année par des bureaux ou des entreprises. Des projets de réhabilitation de l'hôtel pour en faire la « carte de visite » de la ville n'ont pas été réalisés faute de moyens.

## Illustrations

Vue de la cour
Aile droite

## Source
- (ru) Cet article est partiellement ou en totalité issu de l’article de Wikipédia en russe intitulé « Украина (гостиница, Луганск) » (voir la liste des auteurs).